# Жеспёнсар
Жеспёнса́р (фр. Gespunsart) — коммуна во Франции, находится в регионе Шампань — Арденны. Департамент — Арденны. Входит в состав кантона Нузонвиль. Округ коммуны — Шарлевиль-Мезьер.
Код INSEE коммуны — 08188.
Коммуна расположена приблизительно в 210 км к северо-востоку от Парижа, в 105 км севернее Шалон-ан-Шампани, в 10 км к северо-востоку от Шарлевиль-Мезьера.

## Население
Население коммуны на 2008 год составляло 1133 человека.
| 1962 | 1968 | 1975 | 1982 | 1990 | 1999 | 2008 |
| ---- | ---- | ---- | ---- | ---- | ---- | ---- |
| 1299 | 1287 | 1163 | 1176 | 1141 | 1125 | 1133 |

## Экономика
В 2007 году среди 757 человек в трудоспособном возрасте (15—64 лет) 518 были экономически активными, 239 — неактивными (показатель активности — 68,4 %, в 1999 году было 67,4 %). Из 518 активных работалио 435 человек (269 мужчин и 166 женщин), безработных было 83 (36 мужчин и 47 женщин). Среди 239 неактивных 64 человека были учениками или студентами, 69 — пенсионерами, 106 были неактивными по другим причинам.

## Достопримечательности
- Часовня Сен-Льё (XVIII—XIX века). Памятник культурного наследия.[3]
- Фонтан (XIX век). Памятник культурного наследия.[4]
- Церковь Сен-Реми (1788—1790 годы). Исторический памятник.[5]

## Фотогалерея
- Здание вокзала
- Церковь Сен-Реми
- Карта коммуны